# 弓背青鱂
弓背青鱂（學名：Oryzias curvinotus）是辐鳍鱼纲颌针目异鳉科青鱂屬下的一種淡水魚，体形细小延长，侧扁。头及体背平直，胸部圆凸。主要分布于中国、越南。